# Palaeopsylla obtuspina
Palaeopsylla obtuspina är en loppart som beskrevs av Chen Ningyu, Wei Shufeng et Li Kueichen 1979. Palaeopsylla obtuspina ingår i släktet Palaeopsylla och familjen mullvadsloppor. Inga underarter finns listade i Catalogue of Life.